# Mount Morris (Nova York)
Mount Morris és una població a l'Estat de Nova York que tenia 3.266 habitants cens del 2000.

## Demografia
Segons el cens del 2000, Mount Morris tenia 3.266 habitants, 1.307 habitatges, i 794 famílies. La densitat de població era de 621,2 habitants/km².
Dels 1.307 habitatges en un 29,2% hi vivien nens de menys de 18 anys, en un 39,6% hi vivien parelles casades, en un 16,1% dones solteres, i en un 39,2% no eren unitats familiars. En el 31% dels habitatges hi vivien persones soles el 13,3% de les quals corresponia a persones de 65 anys o més que vivien soles. El nombre mitjà de persones vivint en cada habitatge era de 2,37 i el nombre mitjà de persones que vivien en cada família era de 2,94.
Per edats la població es repartia de la següent manera: un 23,9% tenia menys de 18 anys, un 8,9% entre 18 i 24, un 27,4% entre 25 i 44, un 20,8% de 45 a 60 i un 19,1% 65 anys o més.
L'edat mediana era de 38 anys. Per cada 100 dones de 18 o més anys hi havia 80,1 homes.
La renda mediana per habitatge era de 31.792 $ i la renda mediana per família de 37.143$. Els homes tenien una renda mediana de 32.464 $ mentre que les dones 20.052 $. La renda per capita de la població era de 15.107 $. Entorn del 12% de les famílies i el 14,3% de la població estaven per davall del llindar de pobresa.